# Nátaga
Nátaga – miasto w Kolumbii, w departamencie Huila.